# Chiesa cattolica in Togo
La Chiesa cattolica in Togo è parte della Chiesa cattolica universale in comunione con il vescovo di Roma, il papa.

## Storia
La Chiesa cattolica in Togo ha avuto inizio con l'evangelizzazione operata dai missionari delle Missioni africane di Lione a partire dal 1882; quattro anni dopo fu fondata la missione del Togo, ma il suo fondatore, il sacerdote Geremia Moran, fu avvelenato nel 1886. Nel 1892 la missione fu affidata ai missionari del Verbo Divino, ed eretta a vicariato apostolico nel 1914. A causa della prima guerra mondiale i Verbiti, tutti tedeschi, furono prima internati e poi espulsi dal Paese. Così l'evangelizzazione passò nuovamente, nel 1921, ai Padri delle missioni africane: nel 1930 vi fu l'ordinazione sacerdotale del primo togolese. 
Il 15 settembre 1955 è stata istituita la gerarchia ecclesiastica e la suddivisione del Paese in diocesi. Nel 1985 la Chiesa cattolica togolese ha ricevuto la visita pastorale di papa Giovanni Paolo II.
L'8 aprile 2014 la Congregazione per il culto divino e la disciplina dei sacramenti ha confermato San Giovanni Paolo II patrono del Togo.

## Organizzazione territoriale
La Chiesa cattolica è presente sul territorio con 1 sede metropolitana e 6 diocesi suffraganee:
- Arcidiocesi di Lomé
  - Diocesi di Aného
  - Diocesi di Atakpamé
  - Diocesi di Dapaong
  - Diocesi di Kara
  - Diocesi di Kpalimé
  - Diocesi di Sokodé

## Statistiche
Alla fine del 2007 la Chiesa cattolica in Togo contava:
- 187 parrocchie;
- 547 preti;
- 814 suore religiose;
- 697 istituti scolastici;
- 95 istituti di beneficenza.

La popolazione cattolica ammontava a 1.560.602 cristiani, pari al 24,55% della popolazione.

## Nunziatura apostolica
La delegazione apostolica del Togo e Guinea è stata istituita il 21 maggio 1973 con il breve Qui benignissima di papa Paolo VI; essa aveva sede nella città di Abidjan in Costa d'Avorio. Nel 1982, con l'instaurazione di rapporti diplomatici tra la Santa Sede ed il Paese africano, è stata creata la nunziatura apostolica del Togo. Sede del nunzio è la città di Cotonou in Benin.

### Delegati apostolici
- Bruno Wüstenberg, arcivescovo titolare di Tiro (19 dicembre 1973 - 17 gennaio 1979 nominato pro-nunzio apostolico nei Paesi Bassi)
- Giuseppe Ferraioli, arcivescovo titolare di Volturno (25 agosto 1979 - 21 luglio 1981 nominato pro-nunzio apostolico in Kenya)

### Pro-nunzi apostolici
- Ivan Dias, arcivescovo titolare di Rusubisir (8 maggio 1982 - 20 giugno 1987 nominato nunzio apostolico in Corea)
- Giuseppe Bertello, arcivescovo titolare di Urbisaglia (17 ottobre 1987 - 12 gennaio 1991 nominato nunzio apostolico in Ruanda)
- Abraham Kattumana, arcivescovo titolare di Cebarades (8 maggio 1991 - 16 dicembre 1992 nominato delegato pontificio per la Chiesa cattolica siro-malabarese e presidente del Sinodo della Chiesa siro-malabarese)

### Nunzi apostolici
- André Pierre Louis Dupuy, arcivescovo titolare di Selsey (6 aprile 1993 - 27 marzo 2000 nominato nunzio apostolico in Venezuela)
- George Kocherry, arcivescovo titolare di Othona (10 giugno 2000 - 2002 dimesso)
- Pierre Nguyễn Văn Tốt, arcivescovo titolare di Rusticiana (25 novembre 2002 - 24 agosto 2005 nominato nunzio apostolico nella Repubblica Centrafricana)
- Michael August Blume, S.V.D. arcivescovo titolare di Alessano (24 agosto 2005 - 2 febbraio 2013 nominato nunzio apostolico in Uganda)
- Brian Udaigwe, arcivescovo titolare di Suelli (16 luglio 2013 - 13 giugno 2020 nominato nunzio apostolico nello Sri Lanka)
- Mark Gerard Miles, arcivescovo titolare di Città Ducale (2 marzo 2021 - 9 luglio 2024 nominato nunzio apostolico in Costa Rica)
- Rubén Darío Ruiz Mainardi, arcivescovo titolare di Ursona, dal 28 ottobre 2024

## Conferenza episcopale
L'episcopato locale costituisce la Conferenza Episcopale del Togo (Conférence Episcopale du Togo, CET).
La CET è membro della Regional Episcopal Conference of West Africa (RECOWA) e del Symposium of Episcopal Conferences of Africa and Madagascar (SECAM).
Elenco dei presidenti:
- Robert-Casimir Tonyui Messan Dosseh-Anyron, arcivescovo di Lomé (1970 - 1992)
- Philippe Fanoko Kossi Kpodzro, arcivescovo di Lomé (1992 - 2006)
- Ambroise Kotamba Djoliba, vescovo di Sokodé (2006 - novembre 2012)
- Benoît Comlan Messan Alowonou, vescovo di Kpalimé, da novembre 2012

Elenco dei vicepresidenti:
- Denis Komivi Amuzu-Dzakpah, arcivescovo poi arcivescovo emerito di Lomé, da novembre 2012